# Бунт лорда Гордона

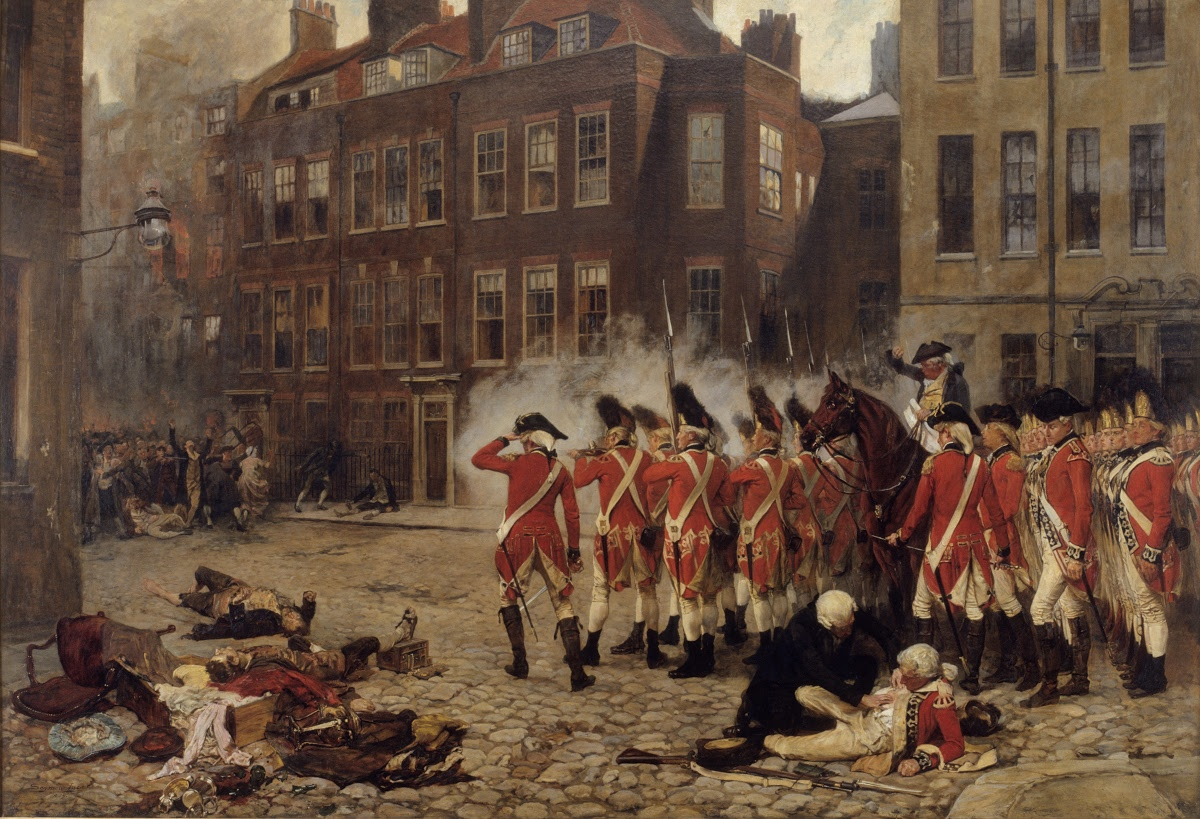
Бунт лорда Гордона. Картина Джона Симора Лукаса

Бунт лорда Гордона (Заколот лорда Гордона, англ. Gordon Riots) — антикатолицькі масові заворушення в Лондоні 2–7 червня 1780 року, що стали найбільш руйнівними в Англії у XVIII столітті.

## Передумови й перебіг заворушень
Заворушення були спрямовані проти «Акту про папістів» 1778 року, який розширював участь католиків у суспільному житті за умови складання особливої присяги (політичного характеру), а також дозволяв католикам служити в армії, купувати землю, утримувати школи, скасовував переслідування священиків.
Рішення про пом'якшення становища католиків було прийнято урядом Фредеріка Норта у розпал Війни за незалежність США й мало на меті збільшити кількість призовників. Заколотники остерігались, що призов католиків до армії підірве боєздатність Великої Британії (на боці борців за незалежність США виступали поєднані «родинною згодою» католицькі Франція та Іспанія). У той самий час опоненти заколотників звинувачували їх самих у зв'язках із Францією та спробі під виглядом антикатолицьких лозунгів підняти бунт в тилу країни, що перебуває у стані війни.
Неконтрольовані демонстрації й безладдя вважались частиною повсякденної політики в Англії XVIII століття. Для маргіналізованих членів суспільства єдиним способом політичної самореалізації були погрозливі збори.
Заворушення отримали назву за ім'ям лорда Джорджа Гордона, глави «Асоціації протестантів», яка наполягала на скасуванні «Акту про папістів». Вони спалахнули 2 червня 1780 року, коли Асоціація подала до парламенту петицію з вимогами скасування акту; 40–60 тисяч чоловік, багато з них із блакитними кокардами (символом асоціації), вирушили до Вестмінстерського палацу, вигукуючи антикатолицькі лозунги. Під час ходи натовп зростав. На чолі процесії йшов Гордон, який був прийнятий парламентом і вручив петицію (відхилену переважною кількістю голосів), однак решта натовпу, що стояла біля воріт парламенту, вийшла з-під контролю, і почались масові заворушення.
Маніфестанти нападали на членів Палати лордів, ламали їхні карети, влаштовували руйнування та грабежі у місті. Другого дня почались антикатолицькі погроми, громили ірландців, що проживали в районі Мурфілд (там була широка незабудована площа, де збирались заколотники), а також сардинське й баварське посольства. Ньюгейтська в'язниця була взята штурмом, спалена і частково зруйнована, в'язні розбіглись. На в'язниці було написано: «Його величність король Натовп» (King Mob). Підпалювали церкви й будинки католицьких проповідників; у своїй прокламації від 5 червня король Георг III обіцяв винагороду 500 фунтів за видачу підпалювачів. Сутички тривали цілий тиждень. Було введено воєнний стан.
Тільки 7 червня вдалось розігнати повстанців за допомогою військ. 285 чоловіків було вбито, кілька сотень поранено. Близько 20–30 чоловіків пізніше було страчено після суду. Гордона було заарештовано і звинувачено у державній зраді, але виправдано. У подальшому він прийняв юдаїзм й помер у лондонській в'язниці, куди потрапив за образу французької королеви Марії Антуанетти.
Бунт лорда Гордона змальовано в історичному романі Діккенса «Барнебі Радж» (1840—1841).